# Alopochelidon fucata
Az Alopochelidon fucata a verébalakúak (Passeriformes) rendjébe, ezen belül a fecskefélék (Hirundinidae) családjába és az Alopochelidon nembe tartozó egyedüli faj.

## Rendszerezése
A fajt Coenraad Jacob Temminck holland zoológus írta le 1822-ben, a Hirundo nembe Hirundo fucata néven. Robert Ridgway 1903-ban megalkotta az Alopochelidon nemet, ide helyezték egyedüli fajként.

## Előfordulása
Dél-Amerikában, Argentína, Bolívia, Brazília, Guyana, Paraguay, Uruguay és Venezuela területein honos. Természetes élőhelyei a szubtrópusi vagy trópusi gyepek és szavannák, valamint mocsarak, folyók és patakok környéke. Vonuló faj, Közép-Argentína területeiről a költési periódust követően északabbra költözik.

## Megjelenése
Testhossza 12 centiméter, testtömege 13–15 gramm.

## Életmódja
Rovarokkal táplálkozik. Szeptembertől novemberig költ.

## Természetvédelmi helyzete
Az elterjedési területe rendkívül nagy, egyedszáma pedig stabil. A Természetvédelmi Világszövetség Vörös listáján nem fenyegetett fajként szerepel.